# Сакральна архітектура
Сакра́льна архітекту́ра (від лат. sacer — священний), або релігійна архітектура — вид архітектури, що пов'язана з певною релігією. Основними прикладами сакральних споруд є церкви, костели, собори, мечеті. Термін «сакральний» використовується в основному в історико-культурних матеріалах і в навчальній літературі вищих навчальних закладів.